# تيموثي سيمونس
تيموثي تشارلز سيمونس (بالإنجليزية: Timothy Simons)‏ هو ممثل وكوميدي أمريكي ولد في يوم 12 يونيو 1978 في بلدة ريدفايلد في ولاية ماين. بدأ العمل في سنة 2010، اشتهر بتمثيل دور جوناه رايان في مسلسل نائبة الرئيس، وترشح لنيل عدة جوائز بواسطته. مثل أيضاً في أفلام المقابلة في 2014 و كريستين في 2016، وفي الرئيسة في 2018.

## روابط خارجية
- تيموثي سيمونس على موقع IMDb (الإنجليزية)
- تيموثي سيمونس على موقع ألو سيني (الفرنسية)
- تيموثي سيمونس على موقع أول موفي (الإنجليزية)
- تيموثي سيمونس على موقع قاعدة بيانات الفيلم (الإنجليزية)